# Campionati tedeschi di sci alpino 2010
I Campionati tedeschi di sci alpino 2010 si sono svolti a Sankt Moritz (in Svizzera) e a Todtnau/Feldberg dal 19 al 27 marzo. Il programma ha incluso gare di discesa libera, supergigante, slalom gigante, slalom speciale e supercombinata, tutte sia maschili sia femminili.
Trattandosi di competizioni valide anche ai fini del punteggio FIS, vi hanno partecipato anche sciatori di altre federazioni, senza che questo consentisse loro di concorrere al titolo nazionale tedesco.

## Risultati

### Uomini

#### Discesa libera
| Pos. | Atleta                | Nazione  | Tempo   |
| ---- | --------------------- | -------- | ------- |
| 1    | Hannes Wagner         | Germania | 1:29,92 |
| 2    | Anton Lindebner       | Germania | 1:30,34 |
| 3    | Stephan Keppler       | Germania | 1:30,77 |
| 4    | Timo Brüderl          | Germania | 1:30,83 |
| 5    | Klaus Brandner        | Germania | 1:31,23 |
| 6    | Philipp Zepnik        | Germania | 1:31,47 |
| 7    | Josef Ferstl          | Germania | 1:31,51 |
| 8    | Christian Steinbacher | Germania | 1:31,76 |
| 9    | Anton Resenberger     | Germania | 1:31,78 |
| 10   | Christian Ferstl      | Germania | 1:32,03 |

Data: 23 marzo

Località: Sankt Moritz

#### Supergigante
| Pos. | Atleta          | Nazione  | Tempo   |
| ---- | --------------- | -------- | ------- |
| 1    | Beat Feuz       | Svizzera | 1:17,17 |
| 2    | Jonas Fravi     | Svizzera | 1:17,49 |
| 3    | Philipp Zepnik  | Germania | 1:17,53 |
| 4    | Cornel Züger    | Svizzera | 1:17,54 |
| 5    | Vitus Lüönd     | Svizzera | 1:17,71 |
| 6    | Mauro Caviezel  | Svizzera | 1:17,78 |
| 7    | Anton Lindebner | Germania | 1:17,88 |
| 8    | Manuel Schmid   | Germania | 1:17,94 |
| 9    | Hannes Wagner   | Germania | 1:18,11 |
| 10   | Timo Brüderl    | Germania | 1:18,27 |

Data: 24 marzo

Località: Sankt Moritz

#### Slalom gigante
| Pos. | Atleta              | Nazione  | Tempo   |
| ---- | ------------------- | -------- | ------- |
| 1    | Thomas Tumler       | Svizzera | 1:49,56 |
| 2    | Fritz Dopfer        | Germania | 1:49,68 |
| 3    | Sandro Boner        | Svizzera | 1:49,98 |
| 4    | Philipp Schmid      | Germania | 1:50,08 |
| 5    | Benedikt Staubitzer | Germania | 1:50,38 |
| 6    | Marcel Mathis       | Austria  | 1:50,39 |
| 7    | Linus Straßer       | Germania | 1:50,65 |
| 8    | Patrick Bayer       | Germania | 1:51,46 |
| 9    | Armin Triendl       | Austria  | 1:51,65 |
| 10   | Sven Emmenegger     | Svizzera | 1:51,88 |

Data: 19 marzo

Località: Todtnau/Feldberg

#### Slalom speciale
| Pos. | Atleta                  | Nazione  | Tempo   |
| ---- | ----------------------- | -------- | ------- |
| 1    | Sandro Boner            | Svizzera | 1:32,57 |
| 2    | Thomas Tumler           | Svizzera | 1:32,64 |
| 3    | Dimitri Cuche           | Svizzera | 1:32,88 |
| 4    | Markus Vogel            | Svizzera | 1:33,20 |
| 5    | Stefan Kogler           | Germania | 1:33,95 |
| 6    | Philipp Schmid          | Germania | 1:33,96 |
| 7    | Armin Triendl           | Austria  | 1:34,63 |
| 8    | Christoph Nachtschatten | Austria  | 1:35,36 |
| 9    | Timo Brüderl            | Germania | 1:35,62 |
| 10   | Josef Ferstl            | Germania | 1:35,73 |

Data: 20 marzo

Località: Todtnau/Feldberg

#### Supercombinata
| Pos. | Atleta           | Nazione  | Tempo   |
| ---- | ---------------- | -------- | ------- |
| 1    | Stephan Keppler  | Germania | 2:07,24 |
| 2    | Josef Ferstl     | Germania | 2:07,66 |
| 3    | Timo Brüderl     | Germania | 2:07,91 |
| 4    | Andreas Sander   | Germania | 2:08,11 |
| 5    | Marvin Ackermann | Germania | 2:08,19 |
| 6    | Fabian Datzer    | Germania | 2:08,95 |
| 7    | Stefan Luitz     | Germania | 2:09,05 |
| 8    | Max Wallner      | Germania | 2:09,16 |
| 9    | Manuel Schmid    | Germania | 2:09,38 |
| 10   | Philipp Gassner  | Germania | 2:09,63 |

Data: 24 marzo

Località: Sankt Moritz

### Donne

#### Discesa libera
| Pos. | Atleta              | Nazione  | Tempo   |
| ---- | ------------------- | -------- | ------- |
| 1    | Isabelle Stiepel    | Germania | 1:32,62 |
| 2    | Veronique Hronek    | Germania | 1:33,18 |
| 3    | Susanne Riesch      | Germania | 1:33,88 |
| 4    | Iris Dorsch         | Germania | 1:34,56 |
| 5    | Mirena Küng         | Svizzera | 1:34,61 |
| 6    | Katharina Dürr      | Germania | 1:34,74 |
| 7    | Nicola Schmid       | Germania | 1:35,07 |
| 8    | Raphaela Hartl      | Germania | 1:35,28 |
| 9    | Monica Hübner       | Germania | 1:35,38 |
| 10   | Susanne Weinbuchner | Germania | 1:35,96 |

Data: 23 marzo

Località: Sankt Moritz

#### Supergigante
| Pos. | Atleta              | Nazione  | Tempo   |
| ---- | ------------------- | -------- | ------- |
| 1    | Gina Stechert       | Germania | 1:21,34 |
| 2    | Veronique Hronek    | Germania | 1:21,57 |
| 3    | Susanne Riesch      | Germania | 1:21,99 |
| 4    | Tamara Wolf         | Svizzera | 1:22,50 |
| 5    | Iris Dorsch         | Germania | 1:22,70 |
| 6    | Mirena Küng         | Svizzera | 1:22,71 |
| 7    | Stefanie Köhle      | Austria  | 1:22,82 |
| 8    | Monica Hübner       | Germania | 1:23,02 |
| 9    | Susanne Weinbuchner | Germania | 1:23,59 |
| 10   | Simona Hösl         | Germania | 1:23,69 |

Data: 24 marzo

Località: Sankt Moritz

#### Slalom gigante
| Pos. | Atleta           | Nazione   | Tempo   |
| ---- | ---------------- | --------- | ------- |
| 1    | Susanne Riesch   | Germania  | 2:04,89 |
| 2    | Sara Pramstaller | Italia    | 2:06,86 |
| 3    | Lena Dürr        | Germania  | 2:07,33 |
| 4    | Sarah Pardeller  | Italia    | 2:07,72 |
| 5    | Barbara Wirth    | Germania  | 2:07,79 |
| 6    | Fanny Chmelar    | Germania  | 2:07,80 |
| 7    | Šárka Záhrobská  | Rep. Ceca | 2:08,04 |
| 8    | Johanna Schnarf  | Italia    | 2:08,29 |
| 9    | Nicola Schmid    | Germania  | 2:08,67 |
| 10   | Michaela Schmotz | Germania  | 2:08,67 |

Data: 21 marzo

Località: Todtnau/Feldberg

#### Slalom speciale
| Pos. | Atleta               | Nazione  | Tempo   |
| ---- | -------------------- | -------- | ------- |
| 1    | Nina Perner          | Germania | 1:39,23 |
| 2    | Susanne Riesch       | Germania | 1:39,39 |
| 3    | Christina Geiger     | Germania | 1:39,56 |
| 4    | Monica Hübner        | Germania | 1:39,69 |
| 5    | Barbara Wirth        | Germania | 1:40,48 |
| 6    | Mizue Hoshi          | Giappone | 1:40,57 |
| 7    | Karen Persyn         | Belgio   | 1:42,02 |
| 8    | Sara Pramstaller     | Italia   | 1:42,40 |
| 9    | Ann-Kathrin Breuning | Germania | 1:42,67 |
| 10   | Susanne Weinbuchner  | Germania | 1:42,68 |

Data: 20 marzo

Località: Todtnau/Feldberg

#### Supercombinata
| Pos. | Atleta              | Nazione  | Tempo   |
| ---- | ------------------- | -------- | ------- |
| 1    | Katharina Dürr      | Germania | 2:10,27 |
| 2    | Gina Stechert       | Germania | 2:10,75 |
| 3    | Isabelle Stiepel    | Germania | 2:10,85 |
| 4    | Mirena Küng         | Svizzera | 2:12,44 |
| 5    | Monica Hübner       | Germania | 2:12,84 |
| 6    | Christina Geiger    | Germania | 2:12,87 |
| 7    | Iris Dorsch         | Germania | 2:12,96 |
| 8    | Michaela Wenig      | Germania | 2:12,98 |
| 9    | Barbara Wirth       | Germania | 2:14,04 |
| 10   | Susanne Weinbuchner | Germania | 2:14,25 |

Data: 24 marzo

Località: Sankt Moritz